# Tasso (Còrsega)
Tasso (en cors Tassu) és un municipi francès, situat a la regió de Còrsega, al departament de Còrsega del Sud. L'any 1999 tenia 97 habitants.

## Demografia
| 1962 | 1968 | 1975 | 1982 | 1990 | 1999 |
| ---- | ---- | ---- | ---- | ---- | ---- |
| 135  | 137  | 134  | 122  | 91   | 97   |

## Administració
| Període | Identitat | Partit | Qualitat |
| ------- | --------- | ------ | -------- |
| 2001-   | Jean Tomi | MPF    |          |